# Tetropium pilosicorne
Tetropium pilosicorne là một loài bọ cánh cứng trong họ Cerambycidae.